# Lijst van fabrikanten van landbouwwerktuigen
Deze lijst van fabrikanten van landbouwwerktuigen biedt een incompleet overzicht van zo'n 400 bestaande en voormalige fabrikanten van landbouwwerktuigen in Nederland, België en Duitsland, verder in Europa, Noord-Amerika en enige daarbuiten.

## A
| Firma                           | Vestigingsplaats           | Tijdsperiode van bestaan | Producten                                                                                      | Voorgaande onderneming                                       | Opvolgende onderneming                        |
| ------------------------------- | -------------------------- | ------------------------ | ---------------------------------------------------------------------------------------------- | ------------------------------------------------------------ | --------------------------------------------- |
| Accord GmbH                     | Soest, Duitsland           | 1948 tot 1996            | Landbouwmachines                                                                               |                                                              | Onderdeel van Kverneland                      |
| Ag-Chem Europe B.V.             | Grubbenvorst, Nederland    |                          | Zelfrijders, Drijfmest techniek, behoort tot AGCO Corporation                                  |                                                              |                                               |
| AGCO Corporation                | Duluth, VS                 | Sinds 1990               | Tractoren, Landbouwmachines                                                                    | Deutz-Allis Corp.                                            |                                               |
| Agrifac                         | Steenwijk, Nederland       | Sinds 2008               | Bietenrooiers, Spuitmachines (Zelfrijders)                                                     | AMAC, Cebeco                                                 |                                               |
| Agrio                           | Křemže, Tsjechië           | Sinds 1993               | Gewasbescherming                                                                               | Afgesplitst van Inuma                                        |                                               |
| Agrisem                         | Ligne, Frankrijk           |                          | Grondbewerking                                                                                 |                                                              |                                               |
| AGROLINER                       | Rechterfeld, Duitsland     |                          | Aanhangwagens                                                                                  |                                                              | Peter Kröger GmbH                             |
| Agrostroj Pelhrimov             | Pelhřimov, Tsjechië        | Sinds 1886               | Maaiers, Maaier, Meststrooier                                                                  |                                                              |                                               |
| Allis-Chalmers                  | Milwaukee, VS              | 1901 tot 1985            | Tractoren, Landbouwmachines                                                                    |                                                              | Deutz-Allis Corp. divisies landbouwwerktuigen |
| Ålö                             | Brännland, Zweden          |                          | Voorladers                                                                                     |                                                              |                                               |
| AMAC                            | Steenwijk, Nederland       | 1955-2008                | Aardappelrooiers, Bietenrooiers                                                                |                                                              | Agrifac                                       |
| Amazonen-Werke                  | Hasbergen, Duitsland       |                          | Grondbewerking, Gewasbescherming, Zaai- en bemestingstechniek                                  |                                                              |                                               |
| Annaburger Nutzfahrzeug GmbH    | Annaburg, Duitsland        |                          | Transportvoertuigen, Vloeibare mest-verspreiders, Overlaadwagen, Afschuifwagen                 | Impulsa Elsterwerda                                          |                                               |
| APV Technische Produkten GesmbH | Dallein, Oostenrijk        |                          | Strooi en zaaitechniek, Grondbewerking, Graslandtechnologie, Winterdienst (zoutstrooiers etc.) |                                                              |                                               |
| ARGO S.p.a.                     | San Martino in Rio, Italië | Sinds 1988               | Tractoren, Landbouwmachines                                                                    | Landini, Laverda (Landtechnik), McCormick, New Holland. e.a. |                                               |
| AVR                             | Roeselare, België          |                          | Aardappelrooiers, Frezen                                                                       |                                                              |                                               |

## B
| Naam                                        | Vestigingsplaats                | Tijdsperiode van bestaan                      | Producten                                                               | Voorgaande onderneming   | Opvolgende onderneming                                          |
| ------------------------------------------- | ------------------------------- | --------------------------------------------- | ----------------------------------------------------------------------- | ------------------------ | --------------------------------------------------------------- |
| Baas-Trima                                  | Duitsland                       | tot 2004                                      | Voorladers                                                              |                          | Ålö                                                             |
| Baeke                                       | Mater, België                   | Sinds 1906                                    | Grondbewerking                                                          |                          |                                                                 |
| Josef Bautz GmbH                            | Saulgau, Duitsland              | 1890 tot 1969                                 | Tractoren, Landbouwmachines                                             |                          | Claas uit Harsewinkel, Duitsland                                |
| BECO B.V.                                   | Vianen, Nederland               |                                               | Agro- en grondverzetkipwagens, Containerhaakarmsystemen                 |                          |                                                                 |
| Maschinenfabrik Karl Becker GmbH            | Oberweser, Duitsland            | 1919 tot 1985                                 | Grondbewerking                                                          |                          | Cormall Holding, vanaf 1997 onderdeel van Kongskilde Industries |
| Beinlich Landmaschinen                      | Ulmen, Duitsland                | Sinds 1953                                    | Irrigatietechniek                                                       |                          |                                                                 |
| Belarus                                     | Minsk, Wit-Rusland              | Sinds 1946                                    | Tractoren                                                               |                          |                                                                 |
| Ludwig Bergmann GmbH                        | Goldenstedt, Duitsland          | Sinds 1896                                    | Meststoftechnologie, Graslandtechnologie                                |                          |                                                                 |
| Bernard van Lengerich Maschinenfabrik (BvL) | Emsbüren, Duitsland             | Sinds 1860                                    | Mengvoederwagens, Strooimachines                                        |                          |                                                                 |
| BERTHOUD agricole                           | Belleville sur Saône, Frankrijk | Sinds 1895                                    | Spuitmachines                                                           |                          | Exel Industries                                                 |
| Toto Schrattenecker (Toto)                  | Ort im Innkreis, Oostenrijk     |                                               | Oogstsupplementen, Kiepaanhangwagens                                    |                          |                                                                 |
| Bleinroth                                   | Barsinghausen, Duitsland        | Sinds 1550 als Schmiede                       | Groente-oogsttechnologie, Bietenverzamelbunkers                         |                          |                                                                 |
| BLT-Brendecke                               | Nordstemmen-Rössing, Duitsland  |                                               | Spuitmachines                                                           |                          |                                                                 |
| Bijlsma Hercules                            | Franeker, Nederland             | Sinds 1938                                    | Aardappeltechniek, Opslagtechnologie, Sorteer- en verwerkingslijnen     |                          |                                                                 |
| Bodenbearbeitungsgerätewerk Leipzig(VEB)    | Leipzig, Duitsland              | 1948 tot 1990                                 | Sproeiers, Grondbewerking                                               | Onderneming Rudolph Sack | BBG GmbH, vanaf 1999 onderdeel der Amazonen-Werke               |
| Bogballe                                    | Uldum, Denemarken               | Sinds 1934                                    | Kunstmeststrooier                                                       |                          |                                                                 |
| HB Brantner                                 | Thaya (gemeente), Oostenrijk    | ca. 1945                                      | Aanhangwagens, Kiepwagen                                                |                          |                                                                 |
| Braud                                       | Coëx, Frankrijk                 | 1870 tot 1984                                 | Oogstmachines, Druivenplukmachine, Maaidorsers                          |                          | Onderdeel van Fiatagri                                          |
| Bräutigam Landtechnik                       | Gudensberg, Duitsland           | Sinds 1987                                    | Gewasbescherming                                                        |                          |                                                                 |
| Bremer Maschinenbau                         | Eqord, Duitsland                | Ca. 1920 als Schmiede, sinds 1965 Landtechnik | Grondbewerking                                                          |                          |                                                                 |
| Pflugfabrik Brenig                          | Bonn-Bad Godesberg, Duitsland   |                                               | Grondbewerking, in het bijzonder ploegen                                |                          |                                                                 |
| Bressel & Lade Maschinenbau GmbH            | Visselhövede, Duitsland         | Sinds ca. 1955                                | Voorladerwerktuigen                                                     |                          |                                                                 |
| Breviglieri                                 | Nogara, Italië                  | Sinds 1949                                    | Eggen , Frezen                                                          |                          |                                                                 |
| Briri (Riepenhausen)                        | Bawinkel, Duitsland             | ca. 1970                                      | Vloeibare mest-verspreiders, Stalmeststrooier van Machinefabriek Kemper |                          |                                                                 |
| Brix                                        | Mohrkirch, Duitsland            |                                               | Grondbewerking, in het bijzonder Scheibeneggen                          |                          |                                                                 |
| BSA Duport (BSA) (Siegerland)               | Dedemsvaart, Nederland          |                                               | Vloeibare mest-verspreiders                                             |                          |                                                                 |
| Bucher Industries AG                        | Niederweningen, Zwitserland     | Sinds 1807                                    | Bergtractoren, Bestelwagens                                             |                          | Maakt vanaf midden van de jaren 1980 geen landbouwmachines meer |

## C
| Naam                                 | Vestigingsplaats                     | Tijdsperiode van bestaan | Producten                                                                                     | Voorgaande onderneming                                                       | Opvolgende onderneming                                                                               |
| ------------------------------------ | ------------------------------------ | ------------------------ | --------------------------------------------------------------------------------------------- | ---------------------------------------------------------------------------- | --- |
| Caffini                              | Italië                               | Sinds 1924               | Spuitmachines                                                                                 |                                                                              | |
| Carl Wolf (Aanhangwagensbau)         | Hennef (Sieg), Duitsland             |                          | Aanhangwagens                                                                                 |                                                                              | |
| Carraro S.p.a.                       | Campodarsego, Italië                 | Sinds 1910               | Tractoren, diversen                                                                           |                                                                              | |
| Caruelle-Nicolas                     | Saint Denis de l'Hôtel, Frankrijk    |                          | Spuitmachines                                                                                 |                                                                              | Exel Industries                                                                                      |
| Case Corporation                     | Racine, VS                           | 1842 tot 1984            | Tractoren, Landbouwmachines, Diversen                                                         | 1967 tot 1996 behoorde Case tot Tenneco Inc. Texas                           | Case IH                                                                                              |
| Case IH                              | Racine, VS                           | 1984 tot 1999            | Tractoren, Landbouwmachines, diversen                                                         | Case en International Harvester Company                                      | Case New Holland (CNH)                                                                               |
| Case New Holland (CNH)               | Amsterdam, Nederland                 | Sinds 1999               | Tractoren, Landbouwmachines, diversen                                                         | Case IH en New Holland                                                       | |
| Caterpillar                          | Peoria, VS                           | Sinds 1925               | Tractoren, Landbouwmachines, Bouwmachines                                                     | Fusie van Holt Man. Comp. en C. L. Best Tractor Co                           | Maaidorsers gingen 1926 naar Deere & Company; Tractoren gingen 2002 naar AGCO (Challenger Equipment) |
| Cebeco                               | Steenwijk, Nederland                 | 1962-1994                | Spuitmachines                                                                                 | Centraal Bureau                                                              | AMAC, hieruit wederom Agrifac                                                                        |
| CHD Eefting                          | Ter Apel, Nederland                  |                          | Spuitmachines                                                                                 |                                                                              | |
| Case New Holland Global              | Amsterdam, Nederland                 |                          | Concern met een compleet aanbod                                                               |                                                                              | |
| Claas, Duitsland                     | Harsewinkel, Duitsland               | Sinds 1913               | Oogstmachines, Landbouwmachines ; Tractoren (heeft Claas van Renault Agriculture overgenomen) |                                                                              | |
| Onderneming Leon Claeys              | Zedelgem, België                     | 1906 tot 1964            | Landbouwmachines                                                                              |                                                                              | New Holland                                                                                          |
| Cockshutt                            | Brantford (Canada)                   | 1877 tot 1962            | Landbouwmachines                                                                              |                                                                              | White Farm Equipment                                                                                 |
| Conow Aanhangwagensbau GmbH & Co. KG | Feldberger Seenlandschaft, Duitsland | Sinds 1994               | Aanhangwagens, vervangingsonderdelen                                                          | Bauhof Fürstenhagen; samenwerking met Kraftfahrzeugwerk „Ernst Grube“ Werdau | |

## D

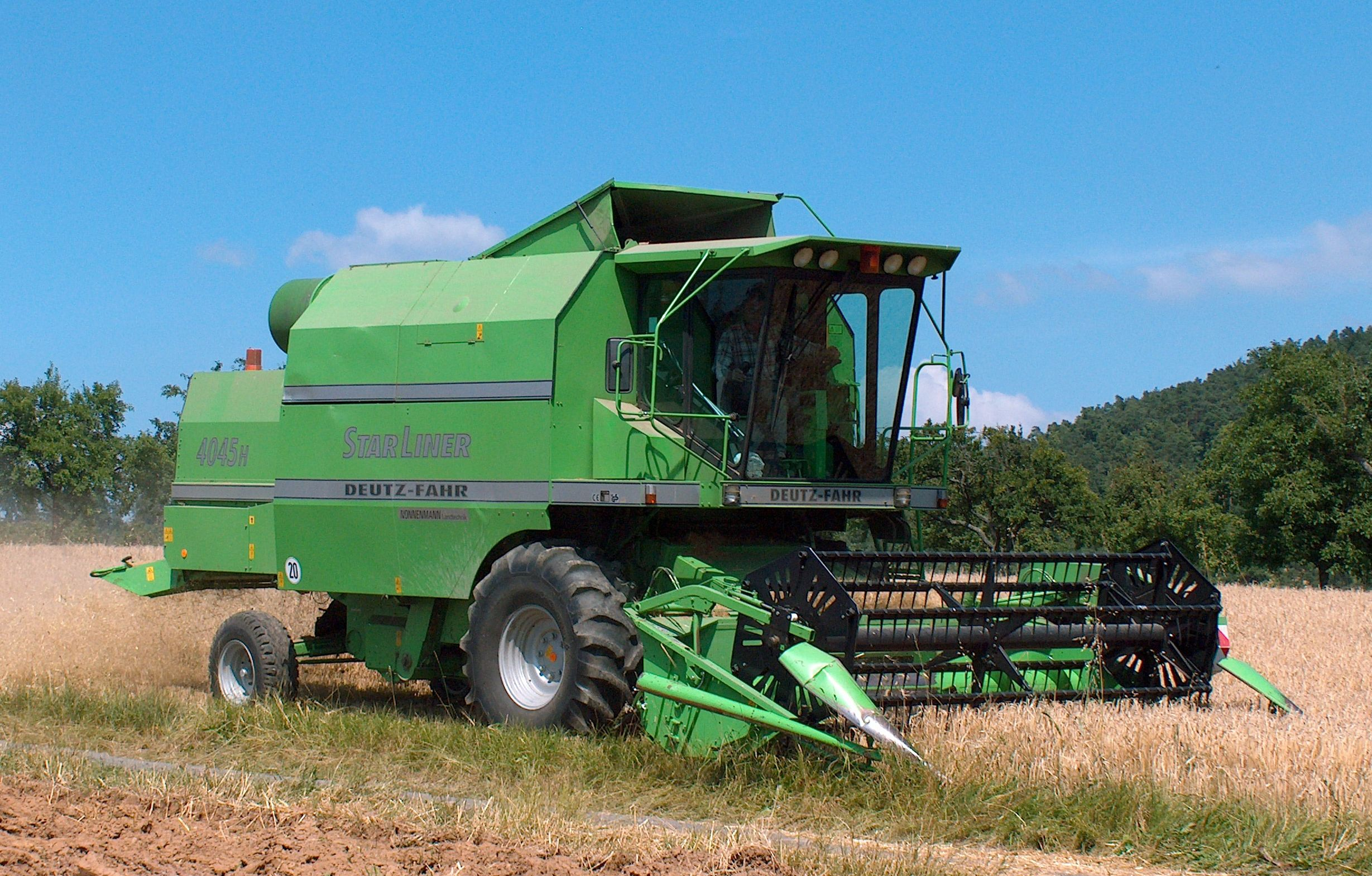
Maaidorsers

| Naam                      | Vestigingsplaats                | Tijdsperiode van bestaan | Producten                                                                            | Voorgaande onderneming     | Opvolgende onderneming              |
| ------------------------- | ------------------------------- | ------------------------ | ------------------------------------------------------------------------------------ | -------------------------- | ----------------------------------- |
| Dal-Bo                    | Randbøl, Denemarken             | Sinds 1948               | Walzen, Packer                                                                       |                            |                                     |
| Dammann Maschinenbau      | Buxtehude-Hedendorf, Duitsland  | Sinds 1979               | Spuitmachines                                                                        |                            |                                     |
| David Brown (Onderneming) | Meltham Mills, Groot-Brittannië |                          | Voormalige tractorfabrikant                                                          |                            |                                     |
| Daweke Maschinenbau       | Warendorf, Duitsland            |                          | Grondbewerking                                                                       |                            |                                     |
| Dechentreiter             | Bäumenheim, Duitsland           | 1912 tot 1966            | Landbouwmachines                                                                     |                            | Onderneming Fendt vanaf 1970        |
| Deere & Company           | Moline, VS                      | Sinds 1837               | Tractoren, Landbouwmachines, diversen                                                |                            |                                     |
| Friedrich Dehne           | Halberstadt, Duitsland          | 1856 tot 1974            | Landbouwmachines, diversen                                                           |                            | VEB Landbouwmachinesbau Halberstadt |
| Delvano                   | Hulste, België                  | Sinds 1960               | landbouwspuitmachines                                                                |                            |                                     |
| Demmler Fahrzeugbau       | Wertingen, Duitsland            | ca. 1910                 | Aanhangwagens                                                                        |                            |                                     |
| Deutz-Fahr AG             | Keulen, Duitsland               | 1977 tot 1995            | Tractoren, Landbouwmachines, diversen                                                | Klöckner-Humboldt-Deutz AG | Onderneming SAME Deutz-Fahr         |
| Deutz-Fahr                | Lauingen, Duitsland             |                          | Tractoren, Oogstmachines, Graslandtechnologie                                        |                            |                                     |
| Degelman                  |                                 |                          | Strohstriegel, Steinsammler                                                          |                            |                                     |
| Dewa                      | Evergem, België                 | sinds 1946               | Stalmestverspreiders, landbouwkipwagens, silagewagens                                |                            |                                     |
| Dewulf                    | Roeselare, België               | Ca. 1960                 | Aardappelrooiers, Wortelrooiers, Bietenrooiers                                       |                            |                                     |
| Dexheimer                 | Wallertheim, Duitsland          |                          | Kleine tractoren                                                                     |                            |                                     |
| Dezeure                   | Veurne, België                  | 1947                     | Diepladers, Bemesters, Kipwagens, Afzetsystemen, Sliage, Grondkippers, Afzetsystemen |                            |                                     |
| Doornbos                  | Slootdorp, Nederland            | Sinds 1984               | Valbrekers Wiedbedden                                                                |                            |                                     |
| Doppstadt                 | Calbe, Duitsland                |                          | Speciale tractoren, Composttechnologie                                               |                            |                                     |
| Douven                    | Horst, Nederland                |                          | Spuitmachines                                                                        |                            | John Deere                          |
| Dowdeswell (Onderneming)  |                                 |                          | Grondbewerking                                                                       |                            |                                     |
| Dronningborg              | Randers, Denemarken             |                          | Maaidorsers                                                                          |                            | Sinds 1997 Onderdeel van AGCO Corp. |
| Dubex                     |                                 |                          | Spuitmachines                                                                        |                            |                                     |
| Dücker                    |                                 |                          | Versnipperaars                                                                       |                            |                                     |
| Dutzi                     |                                 |                          | Frezen                                                                               |                            |                                     |
| Düvelsdorf                |                                 |                          | Hooibouwwerktuigen en ander klein gereedschap                                        |                            |                                     |

## E
| Naam                           | Vestigingsplaats              | Tijdsperiode van bestaan | Producten                            | Voorgaande onderneming | Opvolgende onderneming                                                                      |
| ------------------------------ | ----------------------------- | ------------------------ | ------------------------------------ | ---------------------- | ------------------------------------------------------------------------------------------- |
| Pflugfabrik Gebrüder Eberhardt | Ulm, Duitsland                | 1854 tot 1980            | Landbouwmachines                     |                        | Onderneming Bidell, Sinds 1999 Mengele Agrartechnik, „Eberhardt-Programm“ bestaat niet meer |
| Ebro (fabrikant)               |                               |                          | Voormalige tractorreparateur         |                        |                                                                                             |
| H.F. Eckert                    | Berlin-Lichtenberg, Duitsland | 1846 tot                 | Landbouwmachines, diversen           |                        |                                                                                             |
| Gebrüder Eicher                | Forstern, Duitsland           | 1941 tot 1992            | Tractoren, diversen                  |                        | Konkurs                                                                                     |
| Eisele GmbH                    | Sigmaringen, Duitsland        | Sinds 1887               | Landbouwmachines, Drijfmest techniek |                        |                                                                                             |
| Einböck Landbouwmachines       | Dorf an der Pram, Oostenrijk  |                          | Grondbewerking                       |                        |                                                                                             |
| ELHO                           |                               |                          | Ballenwickelgeräte, Schwader         |                        |                                                                                             |
| ERO-Gerätebau                  |                               |                          | Loofsnijders, Druivenplukmachine     |                        |                                                                                             |
| Evers Agro                     | Almelo, Nederland             | Sinds 1961               | Grondbewerking, zaaibedbereiding     |                        |                                                                                             |
| Evrard                         | Savigny-le-Temple, Frankrijk  |                          | Spuitmachines                        |                        | Exel Industries                                                                             |

## F
| Naam                                                                                                   | Vestigingsplaats               | Tijdsperiode van bestaan | Producten                                                                         | Voorgaande onderneming                                | Opvolgende onderneming                                                             |
| --- | ------------------------------ | ------------------------ | --------------------------------------------------------------------------------- | ----------------------------------------------------- | ---------------------------------------------------------------------------------- |
| Fähse & Co.                                                                                            | Düren, Duitsland               |                          | Rübensähmaschinen                                                                 |                                                       | Kverneland ASA                                                                     |
| Maschinenfabrik Fahr                                                                                   | Gottmadingen, Duitsland        |                          | Tractoren, Maaidorsers                                                            | Klöckner-Humboldt-Deutz AG, vanaf 1988 Greenland N.V. |                                                                                    |
| Famarol                                                                                                | Słupsk, Polen                  |                          | Ballenpressen                                                                     |                                                       |                                                                                    |
| Faresin Industries                                                                                     | Breganze, Italië               |                          | Mengvoederwagens                                                                  |                                                       |                                                                                    |
| Farmall                                                                                                | Texas, VS                      |                          | Tractoren                                                                         |                                                       | IHC                                                                                |
| Farmet                                                                                                 | Bagni di Lucca, Italië         |                          | Grondbewerking                                                                    |                                                       |                                                                                    |
| Farmtech                                                                                               | Wodonga City, Australië        |                          | Aanhangwagens                                                                     |                                                       |                                                                                    |
| Farmtrac                                                                                               |                                |                          | Kleine tractoren                                                                  |                                                       |                                                                                    |
| Favorit Maschinenbau                                                                                   |                                |                          | Vloeibare mest-verspreiders                                                       |                                                       |                                                                                    |
| Fella-Werke GmbH                                                                                       | Feucht, Duitsland              | 1918 tot 1999            | Graslandtechnologie                                                               |                                                       | Netagco Holding, Sinds 2004 Onderdeel van Argo, Sinds 2010 Onderdeel van AGCO Corp |
| Fendt                                                                                                  | Marktoberdorf, Duitsland       |                          | Tractoren                                                                         |                                                       | Onderdeel van AGCO Corp                                                            |
| Feraboli                                                                                               |                                |                          | Rondbalpersen, Eggen                                                              |                                                       |                                                                                    |
| Harry Ferguson Ltd.                                                                                    |                                | 1933 tot 1954            | Tractoren, Landbouwmachines                                                       |                                                       | Massey Harris Ltd.                                                                 |
| Ferrari Tractoren                                                                                      |                                |                          | Tractoren                                                                         |                                                       |                                                                                    |
| Fiat S.p.A.                                                                                            | Turijn, Italië                 | 1919 tot 1984            | Tractoren, Landbouwmachines, diversen                                             |                                                       | Fiatagri                                                                           |
| Fiatagri en Fiat Geotech                                                                               | Turijn, Italië                 | 1984 tot 1993            | Tractoren, Landbouwmachines, diversen                                             | Fiat Trattori S.p.A                                   | New Holland Ltd.                                                                   |
| Fliegl Fahrzeugbau, Fliegl Agrartechnik                                                                | Töging am Inn, Duitsland       |                          | Vloeibare mest-verspreiders, Klein gereedschap, Aanhangwagens                     |                                                       |                                                                                    |
| Flötzinger                                                                                             |                                |                          | Voorladerwerktuigen                                                               |                                                       |                                                                                    |
| Ford Motor Company                                                                                     | Dearborn (Michigan), VS        | 1903 tot 1986            | Tractoren                                                                         |                                                       | Ford New Holland                                                                   |
| Ford New Holland                                                                                       | Troy, VS                       | 1986 tot 1990            | Tractoren, Landbouwmachines                                                       | Ford Motor en New Holland Machine Company             | New Holland Ltd.                                                                   |
| Kombinat Fortschritt Landbouwmachines (VEB)                                                            | Neustadt/Sachsen, Duitsland    | 1951 tot 1990            | Tractoren, Landbouwmachines, diversen                                             | 5 Oost-Saksische landbouwwerktuigenfabrikanten        | Auflösung                                                                          |
| Fortschritt Erntemaschinen Neustadt in Sachsen (VEB)                                                   | Neustadt in Sachsen, Duitsland | 1948 tot 2004            | Landbouwmachines, diversen                                                        | Hering-Werke                                          | 1990 Fortschritt Erntemaschinen GmbH, vanaf 1997 Case Harvesting Systems           |
| Fortuna Fahrzeugbau                                                                                    | Ochtrup, Duitsland             |                          | Kiepwagenfahrzeuge                                                                |                                                       |                                                                                    |
| Fricke Landbouwmachines                                                                                | Heeslingen, Duitsland          |                          | Compleet programma van import uit Oost-Europa, reserve-onderdelen en detailhandel |                                                       |                                                                                    |
| Fristein                                                                                               | Niedern-Tudorf, Duitsland      | 1950 tot 1995            | Stalmeststrooier , Aanhangwagens                                                  |                                                       |                                                                                    |
| Frost Maschinenbau GmbH (voorheen Gerhard Frost Maschinenfabrik GmbH & Co.) Dochteronderneming Iprotec | Friedewalde, Duitsland         |                          | Grondbewerking                                                                    |                                                       |                                                                                    |

## G
| Naam                                          | Vestigingsplaats                | Tijdsperiode van bestaan | Producten                                                       | Voorgaande onderneming                   | Opvolgende onderneming                    |
| --------------------------------------------- | ------------------------------- | ------------------------ | --------------------------------------------------------------- | ---------------------------------------- | ----------------------------------------- |
| Galucho                                       | S. Joao das Lampas, Portugal    | Sinds 1920               | Scheibeneggen, Aanhangwagens, Walzen, Maaier, Klein gereedschap |                                          |                                           |
| Gaspardo                                      |                                 |                          | Maaiers, Grondbewerking, Drillmaschinen, Maaier                 |                                          |                                           |
| Gassner                                       | Göggenhofen , Duitsland         | ca. 1950                 | Grondbewerking                                                  |                                          |                                           |
| Gebo Landtechnik ((Bottmersdorfer Gerätebau)) | Groß Germersleben, Duitsland    |                          | Rübenreinigung, Grondbewerking                                  |                                          | Holmer Maschinenbau                       |
| Gehl                                          |                                 |                          | Hoflader                                                        |                                          | Sinds 2008 onderdeel van de Manitou Group |
| Carl Geringhoff GmbH                          | Ahlen i.W., Duitsland           | Sinds 1880               | Oogstsupplementen für Maaidorsers                               |                                          |                                           |
| Gilles (Landbouwmachines)                     |                                 |                          | RübenOogstmachines                                              |                                          |                                           |
| Gleaner (behoort tot AGCO)                    |                                 |                          | Maaidorsers                                                     |                                          |                                           |
| Goldoni S.p.a.                                | Migliarina di Carpi, Italië     | Sinds 1926               | Tractoren, Landbouwmachines                                     |                                          |                                           |
| Göweil                                        |                                 |                          | Ballenwickler, Voorladerswerkezuge                              |                                          |                                           |
| Greenland N.V.                                | Nieuw-Vennep, Nederland         | 1981 tot 1998            | Graslandtechnologie                                             | Vicon, PZ Zweegers, Rivere Cassalis o.a. | Kverneland                                |
| Gregoire Besson                               |                                 |                          | Grondbewerking                                                  |                                          |                                           |
| Grimme Landmaschinenfabrik                    | Damme, Duitsland                |                          | Aardappelrooiers, Bietenrooiers                                 |                                          |                                           |
| Gruber                                        | Ampfing                         | Sinds 1951               | Mähwerkvorsatz für Feldhäcksler                                 |                                          |                                           |
| Gruse                                         | Aerzen, Duitsland               |                          | Kartoffeltechnik                                                |                                          |                                           |
| Güldner                                       | Aschaffenburg, Duitsland        | 1904 tot 1969            | Tractoren, diversen                                             |                                          | Overname door Linde AG                    |
| Güttler GmbH                                  | Kirchheim unter Teck, Duitsland |                          | Grondbewerking in het bijzonder walsen                          |                                          |                                           |

## H
| Naam                        | Vestigingsplaats              | Tijdsperiode van bestaan | Producten                                                               | Voorgaande onderneming | Opvolgende onderneming                                                       |
| --------------------------- | ----------------------------- | ------------------------ | ----------------------------------------------------------------------- | ---------------------- | ---------------------------------------------------------------------------- |
| Hadorn                      | Leimiswil, Zwitserland        |                          | Drijfmest techniek                                                      |                        |                                                                              |
| Hagedorn (Onderneming)      | Warendorf, Duitsland          | 1902 tot 1976            | Landbouwmachines                                                        |                        | Konkurs                                                                      |
| Hako                        |                               |                          | Kleine tractoren                                                        |                        |                                                                              |
| Hanomag                     | Hannover, Duitsland           | 1871 tot 1989            | Tractoren (1912 tot 1970), diversen                                     |                        | In 1989 overgenomen door Komatsu (Bouwmachines)                              |
| Hartvig Jensen & Co (Hardi) | Golstrup, Denemarken          | Sinds 1957               | Landbouwmachines                                                        |                        | Sinds 2000 onderdeel der Auriga Holding, Sinds 2007 deel van Exel Industries |
| Hassia Maschinenfabrik      | Butzbach, Duitsland           | 1880 tot 1995            | Aardappeltechniek                                                       |                        | Onderneming Lemken                                                           |
| Hatzenbichler               | Oostenrijk                    |                          | Grondbewerking, Striegel                                                |                        |                                                                              |
| Hauer Landtechnik           |                               |                          | Voorladers                                                              |                        |                                                                              |
| HAWE                        | Wippingen, Duitsland          |                          | Overlader, Mengvoederwagens, Stalmeststrooier                           |                        |                                                                              |
| He-Va                       |                               |                          | Packerwalzen                                                            |                        |                                                                              |
| Hesston                     | Hesston, VS                   | Sinds 1947               | Landbouwmachines                                                        |                        | Sinds 1991 onderdeel van AGCO                                                |
| A. Heucke Dampfpflugfabrik  | Gatersleben, Duitsland        | 1870 tot 1950            | Stoomploegen, Stoomlokomotieven                                         |                        | VEB Bouwmachines Gatersleben                                                 |
| Heywang                     |                               |                          | Stalmeststrooier                                                        |                        |                                                                              |
| Hieble                      |                               |                          | Bergtractoren                                                           |                        |                                                                              |
| Hilken                      |                               |                          | Aanhangwagens, Stalmeststrooier                                         |                        |                                                                              |
| Himel                       |                               |                          | Mengvoederwagens, Strohmühlen                                           |                        |                                                                              |
| Holaras, Hoopman Machines   | Aalten, Nederland             | Sinds 1911               | Mengvoederwagens, Klein gereedschap, Strooimachines, Uien-oogstmachines |                        |                                                                              |
| Gebrüder Holder GmbH        | Metzingen, Duitsland          | Sinds 1888               | Tractoren, Landbouwmachines                                             |                        |                                                                              |
| Holmer Maschinenbau GmbH    | Eggmühl, Duitsland            | Sinds 1973               | Bietenrooiers, Lademäuse, Tractoren                                     |                        | Sinds 2004 Onderdeel verschiedener Beteiligungsgesellschaften                |
| Horsch Maschinen GmbH       | Schwandorf, Duitsland         | Sinds 1980               | Tractoren, Grondbewerking                                               |                        |                                                                              |
| Howard                      |                               |                          | Grondbewerking                                                          |                        | Kongskilde Industries Gruppe                                                 |
| Hufgard                     | Hösbach-Rottenberg, Duitsland |                          | Kalkstreuer                                                             |                        |                                                                              |
| Hürlimann (Traktor)         | Wil, Zwitserland              | 1929 tot 1981            | Tractoren                                                               |                        | Onderneming SAME                                                             |
| Hydrac                      | Oostenrijk                    |                          | Voorladers                                                              |                        |                                                                              |
| Hydrometal                  | Polen                         |                          | Voorladers                                                              |                        |                                                                              |

## I
| Naam                                                             | Vestigingsplaats          | Tijdsperiode van bestaan        | Producten | Voorgaande onderneming             | Opvolgende onderneming                |
| ---------------------------------------------------------------- | ------------------------- | ------------------------------- | --- | ---------------------------------- | ------------------------------------- |
| IMAC (Landtechnik)                                               |                           |                                 | Aardappelrooiers |                                    |                                       |
| Imants                                                           | Reusel                    | Sinds 1905                      | Spitmachines, frezen en grondontsmettingsmachines                                                                                               |                                    |                                       |
| Kombinat Impulsa Elsterwerda (VEB)                               | Elsterwerda, Duitsland    | 1970 tot 1978                   | Landbouwmachines, diversen | Meerdere Landbouwmachinesproducent | Kombinat Fortschritt Landbouwmachines |
| Industrieverband Fahrzeugbau (IFA)                               | DDR                       |                                 | landwirtschaftliche LKW (L60), Tractoren |                                    |                                       |
| International Harvester (IHC)                                    | Chicago, Verenigde Staten | 1902 tot 1984                   | Tractoren, Landbouwmachines, diversen | Onderneming McCormick en Deering   | Case IH                               |
| Intrac Hoflader, niet te verwisselen met het Deutz-Modell Intrac | Aurachtal, Duitsland      | Sinds 1885, Hoflader sinds 2004 | Hoflader |                                    |                                       |
| Inuma                                                            | Aschara, Duitsland        |                                 | Plantenbescherming |                                    |                                       |
| Isaria                                                           | Pilsting, Duitsland       |                                 | Verzamelmachines |                                    | Overgenomen door Eicher               |
| ISD                                                              | Donetsk, Oekraïne         |                                 | Landbouwmachines voor landbouw en veeteelt) |                                    |                                       |
| Iseki                                                            | Matsuyama                 |                                 | Kommunaltractoren, Speciale machine voor rijstproductie, Plantengroeimachines, Rijstplantmachines, Reismaaidorsers, Droogsystemen, Silosystemen | Iseki Farm Implement Trading Co.   |                                       |

## J
| Naam                            | Vestigingsplaats           | Tijdsperiode van bestaan | Producten | Voorgaande onderneming | Opvolgende onderneming       |
| ------------------------------- | -------------------------- | ------------------------ | --- | ---------------------- | ---------------------------- |
| Jacoby Pflanzenschutz           | Hetzerath, Duitsland       | 1904 tot 2005            | Spuitmachines |                        | Lemken GmbH                  |
| JCB Ltd. (Joseph Cyril Bamford) | Rocester, Groot-Brittannië | Sinds 1945               | Werktuigtrekker, Tractoren, Wielladers                                                                            |                        |                              |
| Jeantil                         | L’Hermitage, Frankrijk     |                          | Stalmeststrooier , Mengvoederwagens, Strooiapparatuur, Aanhangwagens, Vloeibare mest-verspreiders, Komposttechnik |                        |                              |
| Jenz                            | Petershagen, Duitsland     |                          | Houthakkers, voorheen aanhangwagens                                                                               |                        |                              |
| Jinma                           | China                      |                          | Kleine tractoren                                                                                                  |                        |                              |
| JF-Fabriken                     | Sønderborg, Denemarken     | Sinds 1951               | Voorladers, Oogstmachines                                                                                         |                        | JF-Stoll, Lengede            |
| JLG                             |                            |                          | Teleskoplader |                        | Joint Venture met Deutz Fahr |
| JO-BA (Maschinenbau)            | Bassum, Duitsland          | 1972 tot ca. 1989        | Vloeibare mestverspreiders, Stalinrichting                                                                        |                        |                              |
| John Deere                      | Moline, Verenigde Staten   | Sinds 1837               | Tractoren, Oogstmachines, Grondbewerking, bouwmachines, tuin & park, bosbouw, (industrie)motoren                  |                        | Deere & Company              |
| Joskin                          | Soumagne, België           | ca. 1984                 | Landbouwmachinewerkplaats, Vloeibare mestverspreiders, Aanhangwagens, Bestelwagens, Stalmeststrooier              |                        |                              |
| Juko (Landbouwmachines)         | Zweden                     |                          | |                        | Kongskilde Industries        |

## K
| Naam                                                               | Vestigingsplaats             | Tijdsperiode van bestaan | Producten                                   | Voorgaande onderneming | Opvolgende onderneming                                  |
| ------------------------------------------------------------------ | ---------------------------- | ------------------------ | ------------------------------------------- | ---------------------- | ------------------------------------------------------- |
| Kaweco (Landtechnik)                                               | Hengelo                      | 1963 tot 2024            | Vloeibare mest-verspreiders                 |                        |                                                         |
| Keenan (Landtechnik)                                               |                              |                          | Mengvoederwagens                            |                        |                                                         |
| J. Kemna                                                           | Breslau, voormalig Duitsland | 1867 tot 1945            | Tractoren, Landbouwmachines, diversen       |                        | FADROMA Wroclaw                                         |
| Maschinenfabrik Kemper                                             | Stadtlohn, Duitsland         | Sinds 1908               | Stalmeststrooier , Oogstsupplementen        |                        | Sinds 1997 onderdeel van Deere & Company                |
| Maschinenbau Kerner                                                | Aislingen, Duitsland         |                          | Grondbewerking                              |                        |                                                         |
| Kerscher (Landtechnik)                                             |                              |                          | Aanhangwagens                               |                        |                                                         |
| Kioti                                                              |                              |                          | Kleine tractoren                            |                        |                                                         |
| Kirovets                                                           |                              |                          | Tractoren                                   |                        |                                                         |
| Kleine, Franz, Vertriebs & Engineering GmbH                        | Salzkotten                   |                          | Erntemaschinen, Bietenrooiers               |                        | Onderdeel van Agrimac-Holding                           |
| Klöckner-Humboldt-Deutz AG                                         | Köln, Duitsland              | Sinds 1872               | Tractoren, Landbouwmachines, diversen       |                        | SAME Deutz-Fahr vanaf 1995 für den Bereich Agrartechnik |
| Knies (Fahrzeugbau)                                                |                              |                          | Aanhangwagens                               |                        |                                                         |
| Knoche Maschinenbau GmbH                                           | Bad Nenndorf, Duitsland      |                          | Grondbewerking                              |                        |                                                         |
| Kock & Sohn                                                        |                              |                          | Voorladers                                  |                        |                                                         |
| Köckerling                                                         | Verl, Duitsland              |                          | Grondbewerking                              |                        |                                                         |
| Ködel & Böhm (KÖLA)                                                | Lauingen, Duitsland          | 1870 tot 1969            | Strohpressen                                |                        | Klöckner-Humboldt-Deutz AG                              |
| Kögel (Fahrzeugbau)                                                |                              |                          | Aanhangwagens                               |                        |                                                         |
| Kongskilde Industries                                              | Soro, Denemarken             |                          | Grondbewerking                              |                        |                                                         |
| Köppl (Landtechnik)                                                |                              |                          | Grondbewerking                              |                        |                                                         |
| Kotschenreuter                                                     |                              |                          | Forsttractoren                              |                        |                                                         |
| Kotte Landtechnik                                                  |                              |                          | Vloeibare mest-verspreiders, Grondbewerking |                        |                                                         |
| Kramer (Landbouwmachines)                                          |                              |                          | Voormalige tractorfabrikant                 |                        |                                                         |
| Krampe (Fahrzeugbau)                                               |                              |                          | Aanhangwagens                               |                        |                                                         |
| Krause Corporation                                                 | Hutchinson, Kansas,VS        |                          | Grondbewerking                              |                        | Kuhn                                                    |
| Krieger (Landtechnik)                                              |                              |                          | Kleine tractoren                            |                        |                                                         |
| Peter Kröger GmbH                                                  |                              |                          | Aanhangwagens                               |                        |                                                         |
| Maschinenfabrik Bernard Krone, Bernard KRONE Holding GmbH & Co. KG | Spelle, Duitsland            |                          | Graslandtechnologie                         |                        |                                                         |
| Kronos (Landtechnik)                                               |                              |                          | Spitmachines                                |                        |                                                         |
| Krukowiak                                                          |                              |                          | Sproeiers, Oogstmachines                    |                        |                                                         |
| Kubota                                                             |                              |                          | Kleine tractoren                            |                        |                                                         |
| Kuhn                                                               | Saverne, Frankrijk           |                          | Grondbewerking                              |                        | Sinds 1946 onderdeel van Bucher Industries              |
| Kuhn-Blanchard                                                     |                              |                          | Gewasbescherming                            |                        |                                                         |
| Kuhn-Huard                                                         |                              |                          | Grondbewerking                              |                        |                                                         |
| Kuxmann                                                            | Bielefeld, Duitsland         |                          | Aardappelrooiers, Kalkstrooier              |                        |                                                         |
| Kverneland ASA, auch Kverneland-Accord                             | Kvernaland, Noorwegen        |                          | Grondbewerking                              |                        |                                                         |
| Kyffhäuserhütte Artern                                             | Artern, Duitsland            | 1881 tot 1990            | Tractoren, Landbouwmachines, diversen       |                        | Bedrijfsbeëindiging                                     |

## L

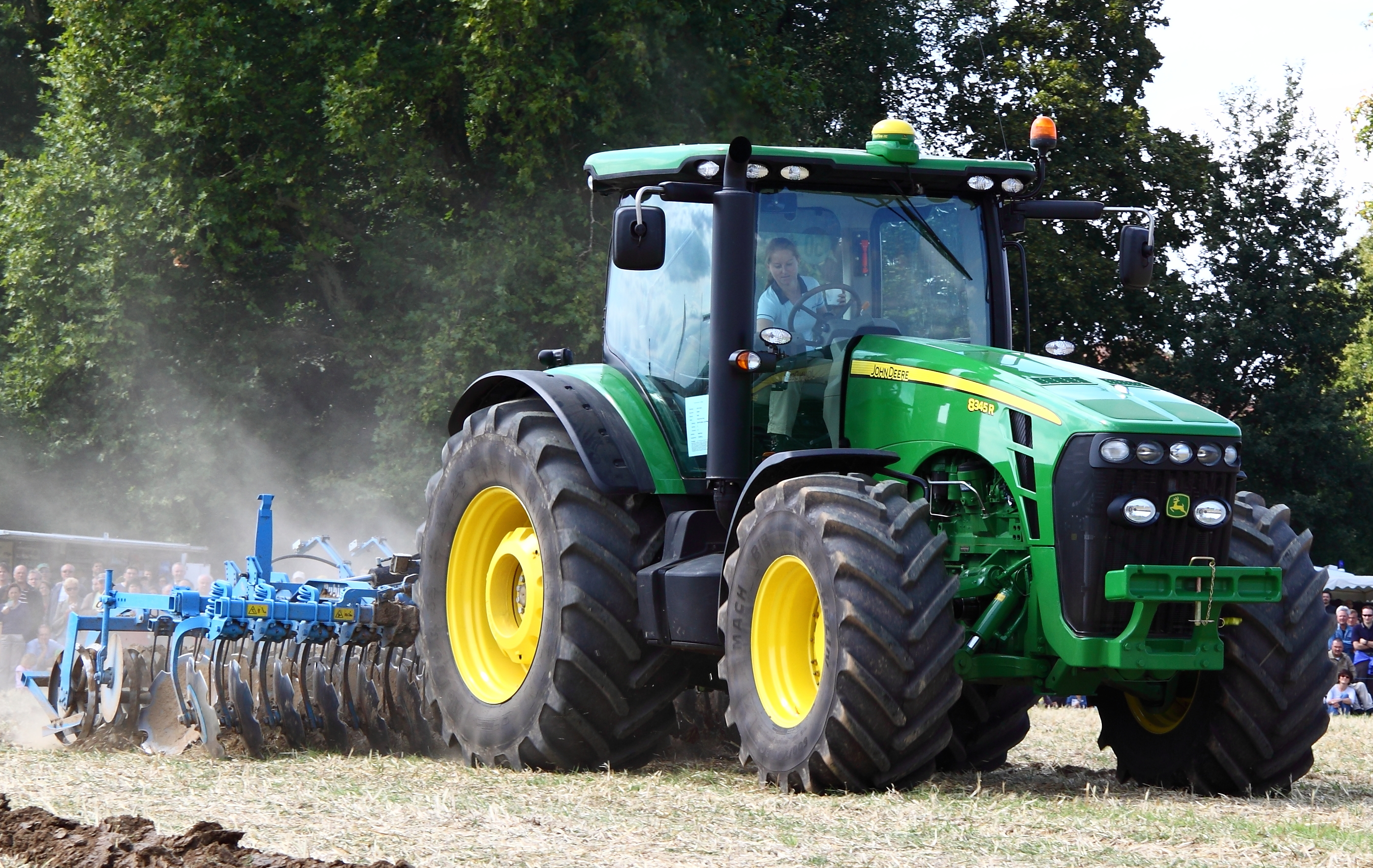
Moderne grondbewerking

| Naam                          | Vestigingsplaats             | Tijdsperiode van bestaan | Producten                                                                | Voorgaande onderneming                             | Opvolgende onderneming                                 |
| ----------------------------- | ---------------------------- | ------------------------ | ------------------------------------------------------------------------ | -------------------------------------------------- | ------------------------------------------------------ |
| Lamborghini                   | Sant'Agata Bolognese, Italië | Sinds 1948               | Tractoren tot 1972, Diversen                                             |                                                    | Overname van tractordivisie door SAME Deutz-Fahr       |
| Landini S.p.a. (zie ook ARGO) | Fabbrico, Italië             | Sinds 1884               | Tractoren                                                                |                                                    | Sinds 1994 Onderdeel van Argo                          |
| Landbouwmachinesbau Barth     | Barth, Duitsland             | 1948 tot 1970            | Landbouwmachines, diversen                                               | Pommersche Eisengießerei Stralsen                  | VEB Schiffsanlagenbau Barth                            |
| Landbouwmachinesbau Güstrow   | Güstrow, Duitsland           | 1952 tot 1990            | Landbouwmachines, diversen                                               | Lythall AG                                         | Maschinen- en Antriebstechnik GmbH                     |
| Landbouwmachinesbau Torgau    | Torgau, Duitsland            | 1952 tot 1990            | Landbouwmachines, diversen                                               | Onderneming Wilhelm Stoll                          | Auflösung                                              |
| Landbouwmachinesbau Döbeln    | Döbeln, Duitsland            | 1948 tot 1990            | Landbouwmachines, diversen                                               | Landmaschinenfabrik Franz Richter                  | Matec GmbH                                             |
| Landbouwmachinesbau Bernburg  | Bernburg, Duitsland          | 1952 tot 1990            | Landbouwmachines, diversen                                               | Onderneming Wilhelm Siedersleben                   | Onderneming Rabewerk, Sinds 2001 onderneming Pöttinger |
| Landsberg                     |                              |                          | Grondbewerking                                                           |                                                    |                                                        |
| Hermann Lanz Aulendorf        | Aulendorf, Duitsland         | 1919 tot 1979            | Tractoren, Landbouwmachines                                              |                                                    | Bedrijfsbeëindiging                                    |
| Heinrich Lanz AG (Bulldog)    | Mannheim, Duitsland          | 1860 tot 1956            | Tractoren, Landbouwmachines, diversen                                    |                                                    | Overname door Deere & Company                          |
| Lasco (Forsttechnik)          |                              |                          | Onderzoekstechniek                                                       |                                                    |                                                        |
| Lasci (Forsttechnik)          |                              |                          | Onderzoekstechniek                                                       |                                                    |                                                        |
| Laverda S.p.A.                | Breganze, Italië             | 1873 tot 2000            | Maaidorsers                                                              | Van 1975 tot 2000 onderdeel van Fiat bzw. Fiatagri | Sinds 2000 onderdeel van Argo                          |
| Lechler GmbH                  |                              |                          | Spruitstukken voor sproeiers                                             |                                                    |                                                        |
| Lehner (Landtechnik)          |                              |                          | Elektrostreuer für Zwischenfrüchte                                       |                                                    |                                                        |
| Lely                          | Maassluis, Nederland         |                          | Eggen, Melkroboter, Stalrobots, Kunstmeststrooier, Maaiers, Ballenpersen |                                                    |                                                        |
| Lemken GmbH                   | Alpen, Duitsland             |                          | Grondbewerking                                                           |                                                    |                                                        |
| Lenar (Landtechnik)           |                              |                          | Voorladers, Kleine tractoren,                                            |                                                    |                                                        |
| Leyland (Traktormarke)        |                              |                          | Tractoren                                                                |                                                    |                                                        |
| LH-Agro                       | St Ives Cambridgeshire       | Sinds 1987               | Stuurcomputers voor tractoren                                            |                                                    | Teejet                                                 |
| Lindner                       | Kundl, Oostenrijk            |                          | Tractoren                                                                |                                                    |                                                        |
| LMR (Landtechnik)             |                              |                          | Stalmeststrooier                                                         |                                                    |                                                        |
| Logifeed                      |                              |                          | Voedermengwagens                                                         |                                                    |                                                        |
| LTS Landtechnik Schönebeck    | Schönebeck, Duitsland        | 1945 tot 1999            | Speciale tractoren                                                       |                                                    | Aankoop van de failliete firma door Claas              |
| Lucas G. (Landbouwmachines)   | La Verrie, Frankrijk         | Sinds 1971               | Mengvoederwagens                                                         |                                                    |                                                        |

## M
| Naam                                            | Vestigingsplaats                         | Tijdsperiode van bestaan | Producten                                       | Voorgaande onderneming                | Opvolgende onderneming |
| ----------------------------------------------- | ---------------------------------------- | ------------------------ | ----------------------------------------------- | ------------------------------------- | --- |
| Maack (voertuigen)                              |                                          |                          | Aanhangwagens                                   |                                       | |
| MacDon                                          | Winnipeg, Canada                         | 1949                     | Zwaadmaaier                                     |                                       | |
| MacLouis                                        | Nieuwerkerk (Duiveland)                  |                          | Uienrooiers, loofklappers                       | Leenpoel                              | |
| Mailleux (Landtechnik)                          |                                          |                          | Voorladers                                      |                                       | |
| MAN                                             |                                          | 1921-1962                | Eenmalige tractoren                             |                                       | |
| Mandam                                          |                                          |                          | Grondbewerking                                  |                                       | |
| Manitou                                         | Ancenis, Frankrijk                       | Sinds 1957               | Teleskoplader                                   |                                       | Manitou Group |
| Marchner                                        |                                          |                          | Mengvoederwagens                                |                                       | |
| Marmix                                          |                                          |                          | Mengvoederwagens                                |                                       | |
| Mascar                                          |                                          |                          | Ballenpersen, Wikkelgereedschap, Zaaimachines   |                                       | |
| Maschinen- & Antriebstechnik Güstrow            |                                          |                          | Kalkstrooier                                    |                                       | |
| Maschio                                         | Italië                                   |                          | Grondbewerking                                  |                                       | |
| Massey-Harris Company Ltd.                      |                                          | 1891 tot 1954            | Tractoren, Landbouwmachines                     | Onderneming Massey en Harris          | Massey Ferguson |
| Massey Ferguson                                 |                                          | 1953 tot 1994            | Praktisch een totaalpakket                      | 1986 omgenoemd tot Varity Corporation | Onderdeel van AGCO |
| Matbro                                          |                                          |                          | Teleskoplader                                   |                                       | In 2003 zijn de licenties overgenomen door Deere & Company en is het merk opgegaan in John Deere, wegens tegenvallende verkopen staakte deze de verkoop van de verreikers en telescoopladers drie jaar later in 2006. |
| Matrot                                          | Noyers-Saint-Martin, Frankrijk           | Sinds 1959               | Bietenrooiers, Spuitmachines (Zelfrijders)      |                                       | Behoort tot Exel Industries |
| McCormick                                       | Doncaster, Groot-Brittannië              | Sinds 2001               | Tractoren                                       | Case IH                               | Onderdeel van Argo |
| McHale (Landtechnik)                            | Ballinrobe, Ierland & Szolnok, Hongarije |                          | Balenwikkelaars, Persen                         |                                       | |
| Mähdrescherwerk Bischofswerda/Singwitz          | Singwitz, Duitsland                      | 1946 tot 1990            | Landbouwmachines, diversen                      | Onderneming Raussendorf               | Vanaf 1995 MDW Maaidorserswerk |
| Karl Mengele GmbH                               | Günzburg, Duitsland                      | 1907 tot 1999            | Landbouwmachines, diversen                      |                                       | 1987 overname door de onderneming Bidell, vanaf 1999 Mengele Agrartechnik, aansluiten overgenomen door Lely |
| Mercedes Benz                                   | Gaggenau, Duitsland                      | 1910 tot 1991            | Tractoren (MB-Trac, Unimog), diversen           |                                       | Mercedes Benz-LKW-Werk Wörth |
| Merlo (Onderneming)                             |                                          |                          | Teleskoplader                                   |                                       | |
| Meyer-Lohne                                     |                                          |                          | Vloeibare mest-verspreiders                     |                                       | |
| Miedema (Landtechnik)                           | Winsum (Fr)                              | Sinds 1940               | Aardappeltechniek, Opslagtechnologie, Transport |                                       | Samen met Dewulf |
| Monosem                                         | Largeasse (Fr)                           | Sinds 1945               | Zaaimachines                                    |                                       | Sinds november 2015 onderdeel van Deere & Company |
| Moreau (Onderneming), ook Herriau (Landtechnik) |                                          | Sinds 1890               | Bietenrooiers                                   |                                       | Behoort tot Exel Industries |
| Mörtl                                           | Gemünden, Duitsland                      | 1870 - 1997              | Maaiers, Mähbalken, Traubenwagen, Güllewagen    |                                       | Ziegler Landtechnik |
| Pflug Müller Köln (Müller)                      | Köln-Bocklemünd, Duitsland               | ca. 1871 tot ca. 1990    | Grondbewerking                                  |                                       | |
| Müthing                                         | Soest, Duitsland                         |                          | Maaier                                          |                                       | |
| Mullié                                          | Borssele (Nederland)                     |                          | Landbouwkiepers                                 |                                       | BECO B.V. |

## N
| Naam                        | Vestigingsplaats           | Tijdsperiode van bestaan | Producten                            | Voorgaande onderneming                       | Opvolgende onderneming      |
| --------------------------- | -------------------------- | ------------------------ | ------------------------------------ | -------------------------------------------- | --------------------------- |
| Netagco Holding B.V.        | Lelystad, Nederland        | 1993 tot 2010            | Landbouwmachines, diversen           | Meerdere landbouwerktuigfabrikanten          | Konkurs                     |
| New Holland Machine Company | New Holland,VS             | 1895 tot 1986            | Landbouwmachines, diversen           | 1947 overgenomen door de Sperry Rand-Groep   | Ford New Holland            |
| New Holland Ltd.            | Nederland/Groot-Brittannië | 1990 tot 1999            | Tractoren, Landbouwmachines, dversen | Onderneming Ford New Holland en Fiat Geotech | Case New Holland (CNH)      |
| Niemeyer Agrartechnik GmbH  | Hörstel, Duitsland         | 1888 tot 1998            | Landbouwmachines, diversen           |                                              | Onderneming Vogel & Noot AG |
| Niewöhner (fabrikant)       |                            |                          | Aardappeltechniek                    |                                              |                             |
| Nokka-Tume                  |                            |                          | Drillmaschinen                       |                                              |                             |
| Nordsten                    |                            |                          | Drilmachines                         |                                              | Kongskilde Industries       |
| Normag                      |                            |                          | Tractoren                            |                                              |                             |

## O
| Naam                              | Vestigingsplaats  | Tijdsperiode van bestaan | Producten                                 | Voorgaande onderneming | Opvolgende onderneming |
| --------------------------------- | ----------------- | ------------------------ | ----------------------------------------- | ---------------------- | ---------------------- |
| Odenwald Technik zie ook Hagedorn | Buchen, Duitsland |                          | Aardappeltechniek                         |                        |                        |
| Oehler (fabrikant)                |                   |                          | Houtversnipperaars, Aanhangwagens, Maaier |                        |                        |
| Oelkers (fabrikant)               |                   |                          | Aanhangwagens                             |                        |                        |
| Överum (fabrikant)                | Zweden            |                          | Grondbewerking                            |                        | Kongskilde Industries  |

## P
| Naam                              | Vestigingsplaats           | Tijdsperiode van bestaan | Producten                   | Voorgaande onderneming     | Opvolgende onderneming  |
| --------------------------------- | -------------------------- | ------------------------ | --------------------------- | -------------------------- | ----------------------- |
| Peecon                            | Etten-Leur, Nederland      |                          | Mengvoederwagens            |                            |                         |
| Perfect van Wamel                 |                            |                          | Maaier                      |                            |                         |
| Petkus Landbouwmachineswerk Wutha | Wutha, Duitsland           | 1948 tot 1990            | Landbouwmachines            | Onderneming Gebrüder Röber | PETKUS Technologie GmbH |
| Pfanzelt                          |                            |                          | Onderzoekscentrum           |                            |                         |
| Platz (Landbouwmachines)          | Frankenthal, Duitsland     |                          | spuitmachines               |                            | Holder                  |
| Ploeger (Landbouwmachines)        |                            |                          | Gemüsevollernter            |                            |                         |
| PMC Harvesters Ltd                | Fakenham, Groot-Brittannië | Sinds 1970               | Gemüsevollernter            | FMC Technologies Ltd       |                         |
| Porsche Traktor                   |                            |                          | Voormalige tractorfabrikant |                            |                         |
| Pronar                            |                            |                          | Aanhangwagens               |                            |                         |
| Pöhlwerke AG                      | Gößnitz, Duitsland         | 1910 tot 1932            | Tractoren                   |                            | Bedrijfsbeëindiging     |
| Pöttinger Landtechnik             | Gieskirchen, Oostenrijk    | Sinds 1871               | Landbouwmachines            |                            |                         |
| PZ Piet Zweegers                  |                            |                          | Grünlandernte               |                            | Kverneland              |

## Q
| Naam     | Vestigingsplaats | Tijdsperiode van bestaan | Producten      | Voorgaande onderneming | Opvolgende onderneming |
| -------- | ---------------- | ------------------------ | -------------- | ---------------------- | ---------------------- |
| Quivogne |                  |                          | Grondbewerking |                        |                        |

## R
| Naam                                     | Vestigingsplaats                   | Tijdsperiode van bestaan | Producten                                                                                       | Voorgaande onderneming | Opvolgende onderneming                                              |
| ---------------------------------------- | ---------------------------------- | ------------------------ | ----------------------------------------------------------------------------------------------- | ---------------------- | ------------------------------------------------------------------- |
| Rabe-Werk                                | Bad Essen, Duitsland               | Sinds 1889               | Grondbewerking                                                                                  |                        | vanaf 2001 Rabe Agrarsysteme, vanaf 2006 Rabe Agri                  |
| Ralle Landbouwmachines                   | Großvoigtsberg, Duitsland          |                          |                                                                                                 |                        |                                                                     |
| Rau                                      | Weilheim/Teck, Duitsland           | 1920 tot 1998            | Gewasbescherming, Dünge- en Sätechnik                                                           |                        | Onderdeel van Kverneland                                            |
| Rauch                                    | Sinzheim, Duitsland                |                          | Kunstmeststrooier, zaaimachines                                                                 |                        |                                                                     |
| Raussendorf                              | Singwitz, Duitsland                | 1888 tot 1946            | Landbouwmachines                                                                                |                        | vanaf 1951 Onderdeel van het kombinaat Fortschritt Landbouwmachines |
| Record                                   | Maldegem, België                   | rond 1950                | oogstvervoerwagens, dierenvervoerwagens, kalkstrooiers, vloeibare mest-verspreiders             |                        |                                                                     |
| Redrock Machinery Ltd.                   | Groot-Brittannië                   |                          | Mengvoederwagens, Vloeibare mest-verspreiders, Aanhangwagens                                    |                        |                                                                     |
| Reform-Werke Bauer & Co/Reformwerke Wels | Wels, Oostenrijk                   | Sinds 1910               | Tractoren, Landbouwmachines, diversen                                                           |                        |                                                                     |
| Regent Pflugfabrik                       | Oostenrijk                         |                          | Grondbewerking                                                                                  |                        |                                                                     |
| Renault Agriculture                      | Velizy, Frankrijk                  | 1919 tot 2003            | Tractoren                                                                                       |                        | Onderneming Claas                                                   |
| Landmaschinenfabrik Franz Richter        | Döbeln, Duitsland                  | 1861 tot 1946            | Landbouwmachines                                                                                |                        | VEB Landbouwmachinesbau Döbeln                                      |
| Rheinland-Hülsken                        | Hamminkeln, Duitsland              | Sinds 1841               | Vloeibare mest-verspreiders                                                                     |                        |                                                                     |
| Rivierre Casalis                         | Orléans, Frankrijk                 | 1886 tot 1987            | Landbouwmachines                                                                                |                        | Onderneming Vicon en Greenland                                      |
| RMH Lachish Industries Ltd (R.M.H.)      | Israel                             | Sinds 1956               | Mengvoederwagens                                                                                |                        |                                                                     |
| Gebrüder Röber GmbH                      | Wutha, Duitsland                   | 1852 tot 1945            | Landbouwmachines                                                                                |                        | Petkus Landbouwmachineswerk Wutha (VEB)                             |
| ROC (Landtechnik)                        | Italië                             | Sinds 1996               | Schwader                                                                                        |                        |                                                                     |
| Rolland (fabrikant)                      |                                    |                          | Stalmeststrooier , Aanhangwagens                                                                |                        |                                                                     |
| ROPA Maschinenbau                        | Sittelsdorf/Herrngiersdorf         |                          | Bietenrooiers                                                                                   |                        |                                                                     |
| Rostselmasch                             | Rostow am Don, Russland            | Sinds 1929               | Maaidorsers                                                                                     |                        | 1993 omgezet in een NV                                              |
| Erich Röhr Maschinenfabrik               |                                    |                          | Tractoren                                                                                       |                        |                                                                     |
| Rumptstad                                | Stad aan 't Haringvliet, Nederland |                          | Grondbewerking, in het bijzonder Aardappelfrezen                                                |                        |                                                                     |
| Royal Reesink                            | Apeldoorn, Nederland               |                          | tractoren, machines en gereedschappen voor de ‘groene’ -d.w.z. de agrarische en bosbouw- sector |                        |                                                                     |

## S
| Naam                                 | Vestigingsplaats                              | Tijdsperiode van bestaan | Producten                                                | Voorgaande onderneming          | Opvolgende onderneming                            |
| ------------------------------------ | --------------------------------------------- | ------------------------ | -------------------------------------------------------- | ------------------------------- | ------------------------------------------------- |
| Landbouwmachinesfabriek Rudolph Sack | Leipzig, Duitsland                            | 1863 tot 1946            | Ploegen                                                  |                                 | BBG, deze is weer overgenomen door Amazonen-Werke |
| Sambron                              |                                               |                          | Teleskoplader                                            |                                 |                                                   |
| SAME S.p.a                           | Treviglio, Italië                             | 1924 tot 1995            | Tractoren                                                |                                 | Onderneming SAME Deutz-Fahr                       |
| SAME Deutz-Fahr Group S.p.a.         | Treviglio, Italië                             | Sinds 1995               | Tractoren, Landbouwmachines, diversen                    |                                 |                                                   |
| Sampo Rosenlew                       | Pori, Finland                                 | Sinds 1853               | Maaidorsers                                              |                                 |                                                   |
| Samson (fabrikant)                   |                                               |                          | Stalmeststrooier , Vloeibare mest-verspreiders           |                                 |                                                   |
| Saphir (fabrikant)                   |                                               |                          | Grondbewerking, Klein gereedschap                        |                                 |                                                   |
| Sauerburger                          |                                               |                          | Maaier, Tractoren                                        |                                 |                                                   |
| Schaeff                              |                                               |                          | Radlader                                                 |                                 |                                                   |
| Schäffer (fabrikant)                 |                                               |                          | Radlader                                                 |                                 |                                                   |
| Schlepperwerk Nordhausen (VEB)       | Nordhausen, Duitsland                         | 1948 tot 1965            | Tractoren                                                | Maschinenbau & Bahnbedarfs AG   | VEB Motorenwerk Nordhausen                        |
| Schlüter Freising, Duitsland         | 1898 tot 1993                                 |                          | Tractoren, diversen                                      |                                 | Konkurs                                           |
| Schmotzer                            | Bad Windsheim, Duitsland                      |                          | Plantmachines voor bieten, Spuitmachines                 |                                 |                                                   |
| Schuitemaker                         | Rijssen, Nederland                            | Sinds 1918               | Ladewagens, Mengvoederwagens,Vloeibare mest-verspreiders |                                 |                                                   |
| Seko                                 |                                               |                          | Mengvoederwagens                                         |                                 |                                                   |
| Sgariboldi                           |                                               |                          | Mengvoederwagens                                         |                                 |                                                   |
| Wilhelm Siedersleben GmbH            | Bernburg, Duitsland                           | 1867 tot 1952            | Landbouwmachines                                         |                                 | VEB Landbouwmachinesbau Bernburg                  |
| Sieger-HD, momenteel John Deere      |                                               |                          | Spuitmachines                                            |                                 |                                                   |
| Siga-Nova                            |                                               |                          | Aanhangwagens, Dollys                                    |                                 |                                                   |
| Silo-Wolff                           |                                               |                          | Grondbewerking                                           |                                 |                                                   |
| Siloking (Mayer)                     |                                               |                          | Mengvoederwagens                                         |                                 |                                                   |
| Simba (fabrikant)                    |                                               |                          | schijveneggen                                            |                                 |                                                   |
| SMS (fabrikant)                      | Rokycany, Tschechische Republik               |                          | Grondbewerking, Sähtechnik                               |                                 |                                                   |
| Spearhead (fabrikant)                |                                               |                          | Maaiers                                                  |                                 |                                                   |
| Sperry New Holland                   | New Holland, VS                               | 1947 tot 1986            | Landbouwmachines, diversen                               | New Holland, Sperry Corporation | Ford New Holland                                  |
| Spra Coupe                           |                                               |                          | Spuitmachines                                            |                                 | AGCO                                              |
| Steyr (Tractoren)                    | St. Valentin, Oostenrijk                      | 1917 tot 1996            | Tractoren, diversen                                      |                                 | Case IH                                           |
| Steeno                               | Otegem, België                                | Sinds 1909               | Grondbewerking, klepel- en cirkelmaaiers                 |                                 |                                                   |
| Wilhelm Stoll Machinefabriek         | Torgau, vanaf 1946 Lengede, Duitsland         | 1878 tot 1997            | Landbouwmachines, diversen                               |                                 | Fusie met JF-Fabrikken                            |
| Stock Motorpflug AG                  | Berlijn, Duitsland                            | 1909 tot 1943            | Tractoren                                                |                                 |                                                   |
| Strautmann                           | Bad Laer, Duitsland                           |                          | Laadwagens, Stalmeststrooier                             |                                 |                                                   |
| Strojírny Rožmitál                   | Rožmitál pod Třemšínem, Tschechische Republik | Sinds 1913               | Graslandtechnologie                                      |                                 |                                                   |
| Sulky-Burel                          | Châteaubourg (Bretagne), Frankrijk            |                          | Kunstmeststrooier, Sähmaschinen                          |                                 |                                                   |

## T
| Naam                               | Vestigingsplaats               | Tijdsperiode van bestaan | Producten                                                 | Voorgaande onderneming | Opvolgende onderneming                                            |
| ---------------------------------- | ------------------------------ | ------------------------ | --------------------------------------------------------- | ---------------------- | ----------------------------------------------------------------- |
| Taarup, behoort tot Kverneland ASA | Denemarken                     |                          | Graslandtechnologie                                       |                        |                                                                   |
| Tebbe (Landmaschineproducent)      | Totsendorf, Duitsland          |                          | Stalmeststrooier                                          |                        |                                                                   |
| Tecnoma                            | Epernay, Frankrijk             |                          | Injecteersystemen                                         |                        | Exel Industries                                                   |
| Ter Borg & Mensinga                | Appingedam, Nederland          | 1894 tot 1980            | Stropersen, Dorsmachine, diversen onder de merknaam Borga |                        |                                                                   |
| Terra-Gator                        |                                |                          | Instrumentendrager, Trekkersysteem                        |                        | AGCO                                                              |
| Terrion                            | Sankt Petersburg, Tambov       |                          | Tractoren                                                 |                        |                                                                   |
| Gebr. Tigges                       | Oelde-Sünninghausen, Duitsland |                          | Grondbewerking                                            |                        |                                                                   |
| TIM Maschinenfabrik                | Give, Denemarken               | Sinds 1918               | Bietenrooiers                                             |                        |                                                                   |
| TKS-AS, merknaam Enerhaug          | Nærbø, Noorwegen               |                          | Kartoffeltechnik, Ladewagen                               |                        |                                                                   |
| TOLMAC                             | Sint Annaparochie, Nederland   | Sinds 2012               | Frontrooiers voor aardappelen                             |                        |                                                                   |
| Tractorenwerk Schönebeck (VEB)     | Schönebeck, Duitsland          | 1948 tot 1990            | Tractoren, Landbouwmachines, diversen                     | IFA-Fahrzeugwerk       | Landtechnik Schönebeck (LTS), vanaf 1999 de onderneming Doppstadt |
| Brandenburger Tractorenwerke (VEB) | Brandenburg/Havel, Duitsland   | 1948 tot 1964            | Tractoren, diversen                                       | Brennabor AG           | VEB Getriebewerk Brandenburg                                      |
| Trioliet                           | Oldenzaal, Nederland           | Sinds 1950               | Mengvoederwagens                                          |                        |                                                                   |

## U
| Naam                            | Vestigingsplaats     | Tijdsperiode van bestaan | Producten | Voorgaande onderneming | Opvolgende onderneming |
| ------------------------------- | -------------------- | ------------------------ | --- | ---------------------- | ---------------------- |
| Unsinn Fahrzeugtechnik          |                      |                          | Kalkstrooier, Kiepwagen                                                                                        |                        |                        |
| Ursus Tractorenwerk (Wiesbaden) | Wiesbaden, Duitsland |                          | Voormalige Duitse tractorproducent                                                                             |                        |                        |
| Ursus (Schlepper)               | Polen                |                          | Tractorenproducent                                                                                             |                        |                        |
| USA Equipment                   | Vredepeel, Nederland |                          | Mengvoederwagens, Kiepwagen, Vloeibare mest-verspreiders, Stalmeststrooier , Haakliftwerktuigen, Afschuifwagen |                        |                        |

## V

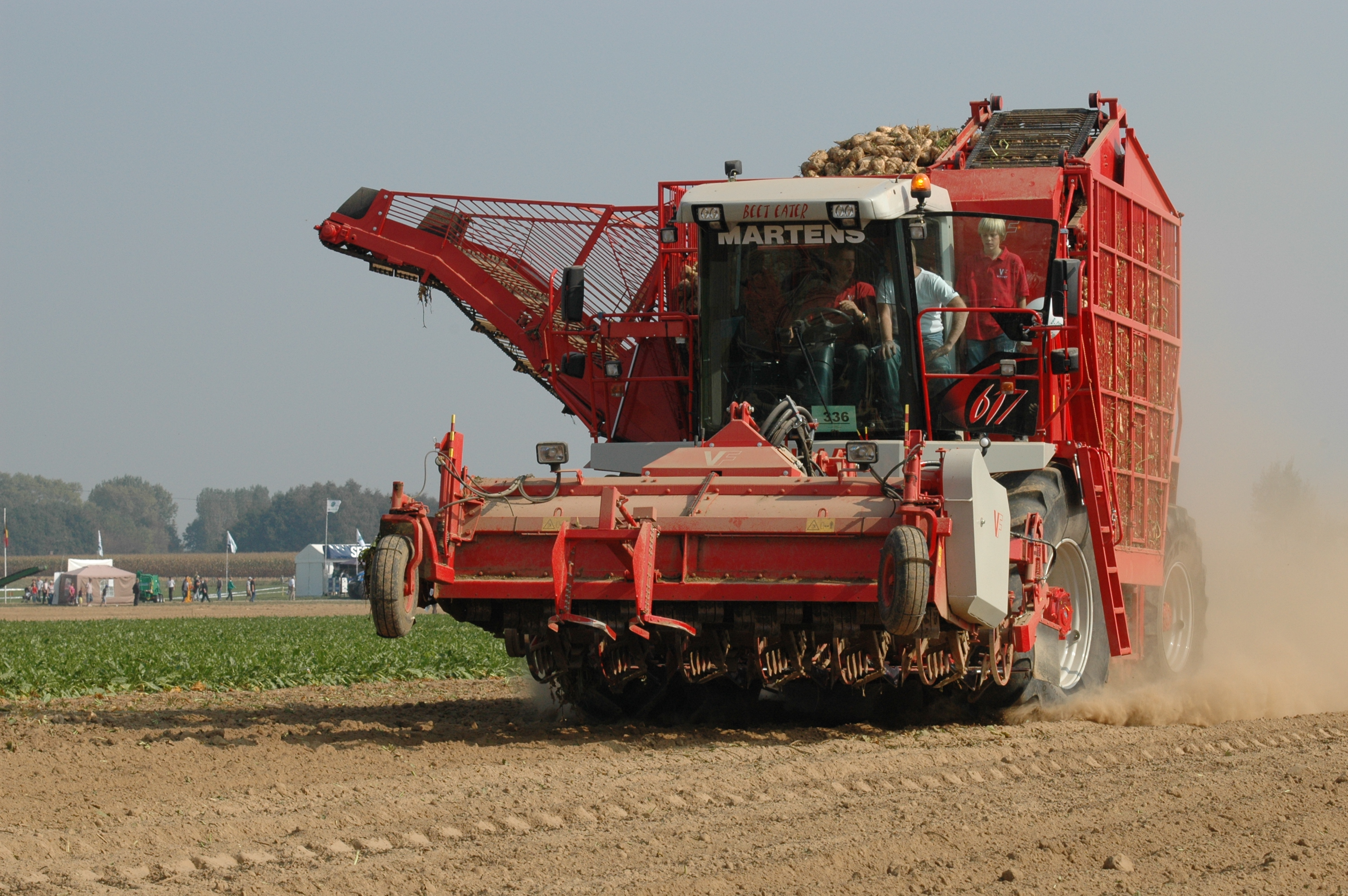
Bietenrooiers van het merk Vervaet

| Naam                                       | Vestigingsplaats                | Tijdsperiode van bestaan | Producten                                                                                 | Voorgaande onderneming | Opvolgende onderneming                                                                                                |
| ------------------------------------------ | ------------------------------- | ------------------------ | ----------------------------------------------------------------------------------------- | ---------------------- | --- |
| Väderstad                                  | Väderstad, Zweden               |                          | Grondbewerking                                                                            |                        | |
| Valmet/Valtra                              | Eskilstuna, Finland             | Sinds 1949               | Tractoren, diversen                                                                       |                        | Vanaf 1997 als de onderneming Valtra, vanaf 2004 onderdeel van AGCO                                                   |
| Veenhuis Machines                          | Raalte, Nederland               | Sinds 1938               | Vloeibare mest-verspreiders, Laadwagens                                                   |                        | Distributie mestverwerking in DE en AT door Kverneland Group Deutschland, voederwinning verkocht aan Kverneland Group |
| Maschinenfabrik Ventzki                    | Eislingen/Fils, Duitsland       | 1907 tot 1983            | Landbouwmachines                                                                          |                        | Bedrijfsbeëindiging                                                                                                   |
| Veles Eurotrade GmbH                       | NRW, Duitsland                  | Sinds 2010               | Grondbewerking                                                                            |                        | |
| Vermeer Company                            | Pella, Iowa, VS                 |                          | Graslandtechnologie                                                                       |                        | |
| Vervaet                                    | Biervliet, Nederland            |                          | Bietenrooiers, drijfmest techniek, zelfrijders                                            |                        | |
| VHM Machinery                              | Ens, Nederland                  | Sinds 2008               | Kistenvullers, V-schuiven                                                                 | Van Hees Machinery     | |
| Vicon                                      | Nieuw-Vennep, Nederland         | 1910 tot nu              | Kunstmeststrooier, Graslandtechnologie, Balenpersen                                       |                        | Onderdeel van Kverneland Group                                                                                        |
| Volvo AB                                   | Göteborg, Zweden                | 1927 tot 1979            | Tractoren                                                                                 |                        | Fusie met Valmet |
| Vredo                                      | Dodewaard, Nederland            |                          | Drijfmest techniek, Zelfrijders, doorzaaimachines                                         |                        | |
| Vogel & Noot Landbouwmachines GmbH & Co KG | Wartberg im Mürztal, Oostenrijk | Sinds 1872               | Grondbewerking, Pflanzenschutz                                                            |                        | CTP/AgromashHolding BV                                                                                                |
| VSS Machinebouw                            | Oudelande, Nederland            | Sinds 2005               | Landbouwmachines, Grondbewerking, Aardappelrooiers, Uienrooiers, Loofklappers, Uienladers | AMAC                   | |

## W
| Naam                                                           | Vestigingsplaats                     | Tijdsperiode van bestaan | Producten                                                                       | Voorgaande onderneming              | Opvolgende onderneming                                                                                             |
| -------------------------------------------------------------- | ------------------------------------ | ------------------------ | ------------------------------------------------------------------------------- | ----------------------------------- | --- |
| Walker Technik GmbH & Co KG                                    | Schwieberdingen, Duitsland           |                          | Mengvoederwagens                                                                |                                     | |
| Weidemann                                                      | Diemelsee-Flechtdorf, Duitsland      | Sinds 1960               | Kleine wielladers, Hoflader                                                     |                                     | |
| Weimar-Kombinat (VEB)                                          | Weimar, Duitsland                    | 1970 tot 1978            | Landbouwmachines, diversen                                                      | Meerdere landbouwmachinefabrikanten | Kombinat Fortschritt Landbouwmachines                                                                              |
| Weimar-Werk (VEB)                                              | Weimar, Duitsland                    | 1953 tot 1990            | Landbouwmachines, diversen                                                      | Waggonbau Weimar                    | |
| Welger Maschinenfabrik GmbH, ook Lely en Vermeer (Landtechnik) | Wolfenbüttel, Duitsland              | 1899 tot 1994            | Graslandtechnologie, Voeder- en melktechniek                                    |                                     | Aankoop in 1995 door Lely Holding, dan afgestoten en vervolgens met Vermeer (onderneming) samen opnieuw aangekocht |
| Machinefabriek Werklust                                        | Apeldoorn, Nederland                 | Van 1947 tot 1985        | Range van landbouwwerktuigen                                                    | Een smederij te Vaassen             | Royal Begemann Group                                                                                               |
| White Motor Company                                            | Oakbrook, VS                         | 1962 tot 1980            | Tractoren, Landbouwmachines, diversen                                           |                                     | Teilkonkurs, sinds 1991 onderdeel van AGCO                                                                         |
| Widder                                                         | Riedlingen, Duitsland                | tot 2007                 | Grondbewerking                                                                  |                                     | |
| Wielton                                                        | Wieluń, Polen                        | Sinds 1991               | Aanhangwagens, Vloeibare mest-verspreiders                                      |                                     | |
| Wienhoff                                                       | Bawinkel, Duitsland                  | ca. 1940                 | Aanhangwagens, Vloeibare mest-verspreiders                                      |                                     | |
| Machinefabriek Buckau R. Wolf                                  | Magdeburg-Buckau, Duitsland          | 1862 tot 1928            | Landbouwmachines, Stoomlocomotieven                                             |                                     | Machinefabriek Buckau R. Wolf                                                                                      |
| WM Kartoffeltechnik                                            | Mönchengladbach-Güdderath, Duitsland | Sinds 2004               | Bietenscheider, Loofafslagmachine, Freesmachine, Plantmachine, Aardappelrooiers |                                     | Behoort tot de Haller-Ondernemingsgroep                                                                            |
| Wühlmaus GmbH                                                  |                                      |                          | Aardappelrooiers, zie ook WM Kartoffeltechnik                                   |                                     | |

## X
X-as is ook een merk

## Z
| Naam                  | Vestigingsplaats       | Tijdsperiode van bestaan | Producten                  | Voorgaande onderneming | Opvolgende onderneming                                                |
| --------------------- | ---------------------- | ------------------------ | -------------------------- | ---------------------- | --------------------------------------------------------------------- |
| Zetor                 | Brno, Tsjechië         | Sinds 1945               | Tractoren, diversen        |                        |                                                                       |
| Ziegler Landtechnik   | Hohenmölsen, Duitsland |                          | Graslandtechnologie        | Niemeyer               |                                                                       |
| Zocon BV              | Joure, Nederland       |                          | Landbouwmachines           |                        |                                                                       |
| Zunhammer Fahrzeugbau | Traunreut, Duitsland   | Sinds 1957               | Landbouwmachines, diversen |                        |                                                                       |
| P.J. Zweegers         | Geldrop, Nederland     | 1937 tot 1982            | Landbouwmachines           |                        | Onderdeel van Greenland N.V., sinds 2009 onderdeel van de Kuhn-Gruppe |